# Enzo Benedetto
Enzo Benedetto (Reggio Calabria, 1905 – Roma, 27 maggio 1993) è stato un pittore e scrittore italiano.
Benedetto, detto Record da Filippo Tommaso Marinetti, si avvicinò al secondo futurismo nel 1924 conoscendo Mino Somenzi e fu attivo come futurista fino alla sua scomparsa, divenendo un tenace continuatore dei principi del movimento, rivisitati nel 1967 col manifesto di Futurismo Oggi.
Benedetto teorizza e pratica l’unione del colore con la parola e conia il termine cromo-paro-libera per definire la sintesi fra pittura e scrittura. 

## Biografia
Nel 1924 a Reggio Calabria curò la rivista Originalità, pubblicando in prima pagina un editoriale di Marinetti sul futurismo alla XIV Biennale di Venezia. Nel 1925 curò con Libero de Libero la rivista Interplanetario, nota per avere ospitato i primi scritti di Alberto Moravia.
Nel 1926 promosse la sala futurista per la IV Biennale d'Arte Calabrese di Reggio Calabria, curata da Alfonso Frangipane e in cui esposero, fra gli altri, Depero, Dottori, Tato, Fillia, Pozzo, Benedetta Marinetti e lui stesso. Sempre nel 1926, quando la XV Biennale di Venezia presenta per la prima volta anche i futuristi, Benedetto seguirà l’avvenimento come inviato del quotidiano «L’Eco di Messina e della Calabria». Nel 1927 partecipa alla mostra nazionale futurista di Palermo e si occupa di pubblicità. Scrive sintesi teatrali e fra queste Adulterio/ Ponte/ Pronto, edito in seguito in un quaderno di “ futurismo oggi “ (n 21 del 1980). Si trasferisce definitivamente a Roma nel 1927 e aderisce nel 1931 al Manifesto dell'Aeropittura. Dal 1928 al 1938 si occupa di progettazione grafico pubblicitaria. È suo il famoso manifesto per il concerto bandistico corale con 6000 esecutori diretto da Pietro Mascagni, allo stadio del P.N.F.
(oggi Flaminio) in Roma, il 28 aprile 1929.
Conclude con un paio d'anni di ritardo gli studi di Giurisprudenza.
Pubblica in appendice ad un quotidiano il romanzo, “Viaggio al pianeta Marte”
e continua l'attività pubblicistica collaborando con disegni e scritti ai quotidiani “ l'impero “
“ il popolo di Calabria“ “ il Corriere di Catania“ “ la Gazzetta di Messina e delle Calabrie “ “ il popolo“ di Palermo la “provincia“ di Bolzano ed alle riviste “ l'interplanetario“ “il mondo“ “noi e il mondo“
“ gran mondo,“ “la settimana romana,“ “ i pazzine le smorfie “ “l'eco “ (quotidiano pubblicitario di notizie e varietà, esperimentato con alcuni amici a Roma con distribuzione gratuita a domicilio). Disegna un “ritratto psicologico di Marinetti”. Partecipa alla “grande mostra futurista” di Imola, alla “prima mostra d'arte calabrese” in Roma  (nella quale, per volontà di Marinetti furono presentati i
suoi quaderni assieme alle opere del grande Boccioni di proprietà del capo del futurismo).
Alla mostra dei 33 futuristi presso la galleria Pesaro di Milano, alla “grande mostra futurista” presso il “circolo artistico internazionale” di via Margutta in Roma, periodo nel quale continua ad occuparsi di giornalismo e pubblicità.
Nell'agosto 1926 ricopre le funzioni di Vice Capo Ufficio stampa e propaganda della Federazione provinciale fascista reggina. Alla vigilia della IV Biennale calabrese, per la quale aveva organizzato la Sala futurista, polemizza con il direttore del settimanale "Fede e civiltà", organo della Curia locale, che aveva espresso secchi giudizi negativi sul Futurismo e i suoi esponenti e, dopo aver definito Marinetti "uno dei Grandi pochissimi geni viventi", esalta il ruolo del movimento che aveva "rinfrescato tutta la letteratura moderna" e "salvato il decoro dell'Italia" nelle arti figurative.   
Nel 1930 pubblicò Viaggio al pianeta Marte, romanzo di fantascienza, come inserto del giornale Il Popolo di Calabria.
Benedetto aveva cominciato a volare nel 1926 come documenta una foto dell’epoca. In quello stesso anno, ispirato alle gesta dell’omonimo aviatore, aveva eseguito il dipinto De Pinedo, di cui è conservato un rifacimento del 1990 al Museo dell’Aeronautica “G. Caproni” di Trento, e la tempera Aerei, oggi in collezione privata romana.
Aderisce perciò, prontamente e a ragion veduta, al Manifesto già firmato da Balla, Marinetti, Depero, Dottori, Tato, Prampolini, Fillia, che propugna il trionfo di una spazialità potenziata dal volo nei suoi effetti dinamici e liberata dalla fissità dell’orizzonte. 
Nella seconda guerra mondiale fu imprigionato in Africa dalle truppe inglesi sino alla fine del conflitto. Benedetto continuò la sua attività futurista anche nel secondo novecento. Dal 1939 al 1946 si arruola volontario per la campagna africana e viene destinato in Libia.
Partecipa alle prime offensive sul fronte egiziano fino all'assedio di Bardia. Dopo la storica caduta della piazza forte, viene fatto prigioniero in uno sfortunato tentativo di raggiungere le linee italiane a Tobruk. È rinchiuso per sei anni nei campi di concentramento di Alessandria di Egitto, Ismailia, ed in India a Bangalore e Yol nel Kashmir. Durante questa prigionia può dipingere e si dedica anche alla scultura modellando la creta. Alcune tele di questo periodo verranno riportate in Italia, arrotolate come bagaglio personale, mentre le sculture saranno quasi tutte distrutte ad eccezione della “vittoria inglese” del 1945, “Mussolini” dello stesso anno, del ritratto di Angelo Bastiani che successivamente sono stati fusi in bronzo in Italia.
Fra i prigionieri di guerra, Benedetto organizza mostre anche personali, tiene conferenze sul futurismo e diventa animatore di spettacoli teatrali ed altre manifestazioni, ovviamente nell'ambito dei reticolati del campo di concentramento.
Nel gennaio 1943 realizza Yol, un nuovo ritratto psicologico ad olio di Francesco Tommaso Marinetti e nel trigesimo della morte del poeta (1944) organizza un giornale parlato futurista, recitato contemporaneamente con grande suggestione nei tre recinti del campo 25. Nel dicembre del 1946 rientra in italia: sono passati sette anni. Nell’Aprile del 1947 presenta la sua prima mostra personale romana.
L'esposizione dedicata al grande poeta italiano fondatore del futurismo, viene inaugurata da Benedetta Marinetti. Nel catalogo, che comprende 101 opere, viene pubblicato uno scritto teorico redatto durante la prigionia: “quarta dimensione/ dinamismo plastico”, successivamente ristampato in brossura, con aggiornamenti, nel 1973, dalle edizioni “arte viva” di Roma nella collezione “quaderni di futurismo oggi” numero 14.
Nel 1948 fa una mostra personale a Capri presso la galleria, “l’oblò”, e a Reggio Calabria nella Hall del Teatro Comunale “ Francesco Cilea”.
Nel 1949 partecipa alla Biennale Calabrese di Reggio Calabria.
Nel 1950 quanta partecipa con ceramiche alla Mostra Selettiva dell'Artigianato Artistico nell'Angelicum di Milano, e con pitture alla Rassegna Storica del Futurismo nel palazzo di Re Enzo a Bologna.
Dal 1951 continua con l'attività pubblicistica e di progettazione grafico pubblicitaria. Illustra il volume “la via dell'ombra” di Diano Brocchi, edito a Bologna da Licinio Cappelli.
Tiene un importante personale a Milano, al “Centro d'Arte San Babila”, prima galleria milanese d'avanguardia nel dopoguerra.
Partecipa alla sesta quadriennale in Roma. Fa una mostra personale a Fano e un’ulteriore mostra a Roma nella Galleria del Palazzo delle Esposizioni e nella Galleria del teatro “il Millimetro”.
(dopo aver eseguito le scene per “Albertina” di Valentino Bompiani). Altra mostra a Milano presso, “l'Associazione Combattenti d'Italia".
Nel 1951 partecipò a Bologna, Palazzo del Podestà, alla collettiva "Mostra Nazionale della Pittura e della Scultura futurista", con Acquaviva, Giacomo Balla, Primo Conti, Tullio Crali, Fortunato Depero, Gerardo Dottori.
Negli anni 50 e fino al 1993 fondò e diresse le riviste Arte Viva e poi, dal 1967, Futurismo-Oggi, fino al 1993, con un omonimo manifesto nel 1967 firmato anche da altri esponenti del secondo futurismo ante seconda guerra mondiale, tra essi Geppo Tedeschi. A Futurismo Oggi aderirono tra gli altri il MoMa di New York e il Centre Pompidou di Parigi e vi scrissero critici quali Francesco Grisi, Marzio Pinottini, Gino Agnese, Luigi Tallarico, Mario Verdone, Giovanni Lista, Giorgio Di Genova, Stefania Lotti con cui condivide lo studio e altri.
Nel 1952 prende parte con successo al premio Michetti di Francavilla al mare ed al premio Suzzara.
Nel 1953 partecipa in Roma alla mostra “l'arte nella vita del mezzogiorno”  ed è inserito nella giuria per l'assegnazione dei premi. Partecipa anche alla terza mostra “ il maggio di Bari” ed alla “ biennale del mare” di Rimini.
Dal 1954 al 1960 partecipa a molte mostre collettive come il “Sesto Maggio di Bari“, il premio “ Villa San Giovanni “, il “ premio Terni “, il “premio Avezzano“, la quinta mostra della “ Triglia d'Oro”, il premio Michetti, una personale a Varese, presso la “ piccola permanente“
nel 1961 partecipa alla grande mostra a Roma in occasione dell'inaugurazione dell'autostrada del sole e tiene una personale a santa Marinella in occasione della festa del fiore. Soggiorna in germania a Monaco di Baviera ed espone presso la galleria Schoeninger e nello studio “
Kuntz-Cabnier-Klimt “ della città. Spinto dall'antica amicizia di Emilio Pettoruti, soggiorna anche a Parigi, dove dipinge sintesi della città che ottengono grande successo.
Nel 1962 tiene una mostra personale a Venezia nella galleria San Vidal ed altra a Monaco di Baviera presso la galleria Wolfgang Gurlit.
Nel 1964 si ripresenta a Roma con una personale nella galleria Antea e da Milano presso la Verri 3, partecipa alla mostra internazionale della medaglia 1 a erre di Arezzo.
Nel 1965 presenta suoi lavori alla “mostra della medaglia italiana“ presso la Zecca di Parigi. Intanto, come scrive Carlo Belloli
“La problematica pittorica di Enzo Benedetto si attualizza in situazioni inoggettive risolte con tecnica polimaterica“
Nel 1966 partecipa alla mostra della medaglia italiana, francese e spagnola, in Roma nel museo di Palazzo Braschi, e da molteplici mostre collettive a Milano, (Verri tre), Diano Marina, uno a r.
Nel 1967 apre in Milano una importante mostra personale nella galleria “venezia “.; infine, nel giugno promuove la dichiarazione di “futurismo oggi “ sottoscritta dei pittori Giovanni Acquaviva, Alessandro Bruschetti, Angelo Caviglioni, Tullio Cratili, Tullio Dalla Brisola, M.G. Dalmonte, Mino delle Siste, Gerardo Antonio Marasco, Emilio Pettoruti e dall'architetto Alberto Sartoris. Successivamente aderirono a questa dichiarazione quasi tutti i futuristi viventi. Inizia quindi la pubblicazione della prima serie dei, “quaderni di futurismo oggi “ editi a Roma e riservati ad esegesi sul futurismo, micromonografie di plastici e letterati futuristi, raccolte di poesia a paro libere, sintesi teatrali, teorie e prassi del futurismo meno noto o inedito.
Fonda nel 1969 il periodico “ futurismo oggi “ edito a Roma  ed organizza la prima mostra collettiva patrocinata da questo giornale nel salone della biblioteca comunale di Formia.
nel 1970 organizza la seconda mostra di futurismo oggi a Prato nel palazzo Pretorio, intitolata “ 15 futuristi “.
Nel 1971 fa parte della giuria che assegna il “ premio Todi “ a Gerardo Dottori ed in quel medesimo anno soggiorna per breve tempo a Oslo, ospite dell'amico Ivo Pannaggi. Nell'occasione viene intervistato dal quotidiano Dagbladet.
Partecipa alla prima mostra aeronautica nell'ambito dei premi Roma a Palazzo Barberini.
Nel 1972 organizza la terza mostra di futurismo oggi. (16 futuristi) al Centro Internazionale di Genova.
Nel 1973 progetta e realizza il manifesto pubblicitario per le celebrazioni del cinquantesimo anniversario di fondazione del gruppo Medaglie d'Oro al Valor Militare d'Italia.
Conia una medaglia per l'occasione ed esegue un polimaterico per la sede del gruppo in Roma.
Organizza con Babbini la quarta mostra dei 18 futuristi della Galleria, la permanente di Lugo. Viene esposto con tavole di parole in libertà nella rassegna di poesia visiva nella Civica Galleria d'Arte Moderna di Torino.
Prende parte la rassegna esperienze dell'area o spazio nella Galleria Civica di Legnano (Milano).
Nel 1974 fa una sua personale a Lausanne nella White Gallery. Organizza la quinta mostra dei 25 futuristi nella civica galleria di Faenza e nella bottega dei Vaggeri di Via Reggio. Partecipa alla “
sei giorni futuristi“ di Siracusa con la settima rassegna „venti futuristi“ e presiede il relativo convegno di studi.
Nel 1975 pubblica Futurismo 100%, è promotore del Comitato internazionale di onoranze a a F.T.Marinetti, indetto dal periodico “ futurismo oggi“ per il primo centenario della nascita del poeta. Aderiscono oltre 100 futuristi esponenti della cultura di tutto il mondo. In quella occasione suggerisce alle poste nazionali l'emissione di un francobollo dedicato alle parole in libertà di F.T.Marinetti. Seleziona inoltre e pubblica una serie di 12 chiudi lettera con riproduzioni di altrettante opere di pittori futuristi a celebrazione del centenario della nascita del poeta. promuove il convegno “ Marinetti domani“ del quale sono stati pubblicati i verbali nel quaderno di “ futurismo oggi“ numero 19 intitolato “Marinetti domani“.
Nel 1976 progetta l'edizione del “repertorio futurista“ curato da Stefania lotti per le edizioni “arte viva“ di Roma … si tratta del primo tentativo di dizionario internazionale degli operatori estetici futuristi. Partecipa a Parigi al “colloquio Marinetti “ svoltosi all'UNESCO, dove egli svolge la relazione conclusiva. A Positano, a cura dell'azienda di turismo, presenta l'alfabeto futurista.
Nel 1977 partecipa alla“ biennale dello sport“ in Firenze.
Nel 1978 partecipa alla rassegna IBLA di Modica di Ragusa e pubblica con la collaborazione di oltre 100 futuristi, l'almanacco futurista 1978.
Nel 1979 rende omaggio ad Einstein con una mostra in Roma nella galleria P21, mentre a Reggio Calabria l'amministrazione comunale lo ospita con una vasta antologica nell'ambito dell'autunno culturale reggino.
Nel 1980 fa una mostra personale, “struttura, “ a Parigi presso la galleria N.R.A.,
a Milano partecipe alla biennale della città e alla Spezia fa una grande mostra personale.
Nel 1981 fa una mostra personale nella “Maison de la culture“ di Amiens.
Nel 1982 partecipa alla decima mostra d'arte e sport in Palazzo Strozzi a Firenze, e al convegno futurista di Macerata. Inizia una grande campagna, con la costituzione dei vari comitati, per onorare la personalità di Boccioni e presenzia con un discorso alla inaugurazione della lapide-ricordo sul muro della costruzione eretta sul terreno della casa natale del maestro, distrutta dal terremoto del 1908.
Nel 1983 partecipa alla mostra nel Museo d'arte moderna di Parigi. Continua la campagna di stampa in onore di Boccioni e Reggio Calabria perché sia conservata nel Museo della città una riproduzione dell'opera “forme uniche della continuità dello spazio“.
Nel 1984 fauna mostra di pitture recenti a Milano alla galleria Vismara.
Nel 1985 una mostra di litografia e serigrafia ordinata dal centro culturale “il cigno“ di Genova.
La terza biennale nazionale di Rieti nella sezione “generazione primo decennio“, a Modena una mostra di aeropittura presentata dalla Galleria Fonte d'Abisso. Una Mostra selettiva in Milano presso la Galleria Vismara per l'ottantesimo compleanno: In questa occasione l´ „Istituto  internazionale di studi sul futurismo“ di Milano pubblica il numero unico “80 benedetto 80“  diretto da Carlo Bellolli ed il sindaco di Milano gli assegna l'ambrogino d'oro.
Nel 1986 partecipa a una manifestazione a Cosenza in onore dei pittori futuristi calabresi Boccioni, Marasco e Benedetto. A Roma, nello spazio culturale, “ quadrato di idea“ gli viene dedicata una serata con la proiezione di un'antologia di pitture, commentata da Luigi Tallarico, Giuseppe Selvaggi e Gino Blois.
In Torino, una mostra antologica, nella galleria d'arte, “ il Narciso“ viene presentata da Marizio Pinottini. presso la galleria “ il luogo, “ di Roma, viene fatta una dedica agli, “spazi multiformi“ di Benedetto, (ceramiche, pubblicità, scenografie, teatro) presentata ma da Mario Verdone.
```
Nel 1987 fa una mostra riassuntiva a Monte rosso calabro. Partecipa al festival del “futurismo vivo“.
```

Nel 1988 interviene presso l'Università di Architettura di Reggio Calabria per ricordare Il futurismo.
Nel 1989, presso Vismararte in Milano, fa una mostra di opere recenti (tempere, scenografie, disegni e documenti) sempre in difesa della continuità ideologica del futurismo.
Pubblica il numero di Futurismo Oggi “ sodalizio con Marinetti “ con numerosi interventi per l'esaltazione dell'ottantesimo compleanno del primo manifesto di Marinetti.
Dal 1990 prosegue la sua opera di artista e di promotore degli ideali del futurismo.
“Scagliarsi, non squagliarsi” scrive Benedetto, giocando con le parole, nell’intestazione di una lettera del ’24 a Marinetti. Oppure: “Marciare, non marcire”, come nella testata della rivista «Futurismo-Oggi» da lui pubblicata assieme all’omonimo manifesto nel ’67. 
Muore a Roma nel 1993 dove ormai risiedeva da tempo.
Nel 2004 per il centenario della nascita, al Maon, Museo d'Arte dell'Otto e Novecento di Rende (Cosenza) si è svolta la retrospettiva "Benedetto+Futurismo", a cura di Tonino Sicoli e Claudio Crescentini.
Nel 2009 per il centenario futurista, si segnala la mostra "Enzo Benedetto-Proiezione Multiple Grafiche" presso la Galleria d'arte Il Marzocco a Roma.

## Opere
- Viaggio al pianeta Marte, in appendice al Popolo di Calabria, 1930; ristampa, Roma, Arte Viva, 1971.
- Racconti del tempo perduto, Roma, Arte Viva, 1968.
- Parole sotto vuoto, Arte Viva, 1969.
- Vita e miracoli di un ente pubblico, Roma, Arte Viva, 1969.
- Malmerendi futurista, Roma, Arte Viva, 1973.
- IV dimensione. Dinamismo-plastico, Roma, Arte Viva, 1973.
- Futurismo cento X 100, Roma, Arte Viva, 1975.
- Sviluppo in verde rosso nello spazio, MAGI '900, Pieve di Cento (BO), 1989.